# Lipschitz-continuïteit
In de wiskunde, meer bepaald in de analyse, is lipschitz-continuïteit, genoemd naar Rudolf Lipschitz, een eigenschap van functies die sterker is dan gewone  continuïteit en uniforme continuïteit. Eenvoudig gezegd wordt een lipschitz-continue functie beperkt in de mate waarin de functie van waarde kan veranderen. Een lijn die twee willekeurige punten op de grafiek van zo'n functie met elkaar verbindt, kan geen steilere helling hebben dan een zekere grens, de zogenaamde lipschitz-constante van de functie. 

## Definitie
Een reële functie {\displaystyle f\colon D\to \mathbb {R} }, gedefinieerd op een deelverzameling {\displaystyle D} van de reële getallen, heet lipschitz-continu als er een getal {\displaystyle L} bestaat, zodat voor alle {\displaystyle x,y\in D} geldt:
{\displaystyle |f(x)-f(y)|\leq L\,|x-y|}
Het concept van lipschitz-continuïteit kan heel algemeen worden gedefinieerd op metrische ruimten.
Een functie {\displaystyle f\colon D\to W} van een deelverzameling {\displaystyle D} van de metrische ruimte {\displaystyle (V,\delta )} naar de metrische ruimte {\displaystyle (W,d)},  heet lipschitz-continu als er een getal {\displaystyle L>0} bestaat, zodat voor alle {\displaystyle x,y\in D} geldt:
{\displaystyle d(f(x),f(y))\leq L\,\delta (x,y)}
Het kleinste getal {\displaystyle L} waarvoor deze ongelijkheid geldt, heet de lipschitz-constante van {\displaystyle f}.
Een verdere generalisatie van lipschitz-continuïteit heet hölder-continuïteit.
In de theorie van de differentiaalvergelijkingen, is lipschitz-continuïteit de centrale voorwaarde voor de stelling van Picard-Lindelöf. Lipschitz-continuïteit garandeert het bestaan en de uniciteit van de oplossing voor een beginwaardeprobleem. In de contractiestelling van Banach maakt men gebruik van een speciaal type lipschitz-continuïteit, dat contractie wordt genoemd.